# Джуканович, Виктор
Ви́ктор Джука́нович (черног. Viktor Djukanovic; род. 29 января 2004, Подгорица) — черногорский футболист, вингер клуба «Хаммарбю» и сборной Черногории. Выступает на правах аренды за клуб ДАК 1904.

## Клубная карьера
Джуканович — воспитанник клубов «Сутьеска», «Подгорица» и «Будучност». 25 ноября 2020 года в матче Кубка Черногории против «Бокеля» он дебютировал за основной состав последнего. В этом же поединке Виктор забил свой первый гол за «Будучност». 29 ноября в матче против «Рудара» он дебютировал в чемпионате Черногории. В своём дебютном сезоне Джуканович стал чемпионом и обладателем Кубка Черногории.

## Международная карьера
14 июня 2022 года в матче Лиги Наций против сборной Румынии Джуканович дебютировал за сборную Черногории. 

## Достижения
Клубные
 «Будучност»
- Победитель чемпионата Черногории — 2020/2021
- Обладатель Кубка Черногории (2) — 2020/2021, 2021/2022